# هيلاري روبرتس
هيلاري لاسي روبرتس (بالإنجليزية: Hilary Roberts)‏ هي مغنية وكاتبة أغاني أمريكية. ولدت في دنفر، الولايات المتحدة وتقيم حاليًا في دالاس، تكساس. أثبتت أغنيتها المنفردة «هناك من أجلك» (2018) نجاحها وأصبحت أول أغنية منفردة ضمن أفضل أغانيها عشرة على مخطط أغاني نادي الرقص بيلبورد.  في العام التالي، بلغ تسجيلها لأغنية الروح الثاني الروح، العودة إلى الحياة (ومع ذلك هل تريدني) ذروتها في المرتبة الأولى على مخطط أغاني نادي الرقص. 